# 魁！！男塾
《魁！！男塾》是日本漫畫家宮下亞喜羅創作的日本漫畫作品。於集英社發行的漫畫雜誌《Weekly Jump》1985年22號至1991年35號進行連載。單行本34卷。作品的累計發行量超過2600萬本。故事內虛構的民明書房成為「惡搞文化」用來引經據典的偽典先驅。
1988年改編為電視動畫，另有改編成電子遊戲、真人電影等。香港無綫電視翡翠台於1995年期間曾以譯名「搏擊之男」在星期六深夜動畫時段播映。

## 劇情簡介
故事是由主角劍桃太郎為首的新一號塾生入學開始，描述斯巴達式教育學校「男塾」中的事蹟，是部融合校園搞笑、格鬥擂台、充斥偽典的考據、太平洋戰爭造型教官和所謂的真正男子漢的熱血漫畫。
本作充斥著各種各樣異想天開、荒誕不羈的武術和決鬥，在故事中盤主要角色人數高達十五人，在作品中有著大量的角色因決鬥而死，但之後又復活的情況，而且大量與主角群戰鬥過的敵人都會在下一個章節成為夥伴。

### 篇章
學園生活篇
描述主角劍桃太郎與他的同學在學校的生活，包括「愕怨祭」。
驚邏大四凶殺篇
伊達臣人率領關東豪學連進攻男塾，劍桃太郎與同學們與之對決。
大威震八連制霸篇
劍桃太郎的活躍受到三號生的注意，三號生筆頭大豪院邪鬼及其部下與劍桃太郎等人對決。
天挑五輪大武會篇
為了向在太平洋戰爭中出賣日軍的叛國者藤堂兵衛復仇，江田島平八讓劍桃太郎等人參加天挑五輪大武會並與參賽者對決。
七牙冥界鬥篇
大難不死的藤堂兵衛將江田島平八囚禁至外太空，劍桃太郎等人為了救回塾長，與藤堂兵衛派出的手下對決。
風雲羅漢塾篇
江田島平八的勁敵熊田金造率領著他的學生來到男塾，為了比較誰的學生更為優秀，兩方展開對決。

## 登場人物

### 男塾師長

#### 男塾塾長
江田島平八 配音員：郷里大輔（日本）；黃子敬（香港）
西元1928年(昭和三年)東京都下多摩出生，11歲以第一名之姿考上東京大學，除了日語外，也精通中、英文，1945年，海軍少將退役，不只精通武術，還會操作駕駛多樣交通工具，例如潛水艇、戰車和各種類型的戰鬥機，連海豚也可以拿來駕馭。另外，還能夠在外太空的宇宙中滑行、不乘太空船直接突入大氣層。最愛吃鰻魚飯和三角飯糰，口頭禪是「我是男塾塾長江田島平八」。父親江田島國義，母親房江，兒子江田島魁。
流派：天下無雙流
- 神拳寺奧義飛翔旋風腳
- 奧義頭槌鐘砕
- 奧義千步氣功拳
- 天下無雙流奧義真劍白齒咬
- 天下無雙流奧義彈丸掌破取

#### 男塾教官
王炎蓮 配音員：澤木郁也（日本）；張炳強（香港）
男塾代理塾長，人稱「王大人」，興趣是作料理，從小就在中國總本山神拳寺修業，原本有機會成為神拳寺的拳皇，但為了愛人春蘭的幸福而放棄拳皇的位置，離開神拳寺後便到日本東京大學唸書，因此遇見當時年僅11歲的同學江田島平八，是個精通醫術及幻術的高手。弟弟阿諷呂。男塾學生戰鬥時，常由王大人鑑定是否死亡，在一般情況下，即使是確認死亡，也會在其後故事由王大人醫治到復活，並且不論是遺體完整、四肢缺失，甚至是剩下骨頭、化為塵埃都一樣可以復活。如果後來沒有復活，並非王大人醫術不佳，而是宮下遺忘所致。
流派：神拳寺
- 神拳寺奧義飛翔旋風腳
- 神拳寺奧義巢界怪斗
- 神拳寺奧義幻術
- 神拳寺奧義延命氣
- 神拳寺奧義裝演體
- 神拳寺超奧義重念力
- 神拳寺秘奧義降龍天臨霹
- 神拳寺秘奧義昇龍天邂靂(曉男塾時使用)

鬼鬍子教官 配音員：千葉繁（日本）；張英才（香港）
原名鬼田軍吉，生日5月5日，兒子為軍平。
飛行帽教官 配音員：田中亮一（日本）
亂氣流 配音員：盧國權（香港）
權田馬之助 配音員：戶谷公次（日本）；源家祥（香港）
男根寮寮長，興趣是做蝸牛及蚯蚓料理。
- 中國醫術祕奧儀腹膨浣腸體

鬼蛸入道
三海魔王之一，男塾戶外教學「赤鬼島」的教官。
鱏破布船長
三海魔王之一，男塾戶外教學「青鬼島」的教官。
粗暴少校
三海魔王之一，男塾戶外教學「金鬼島」的教官。

### 男塾塾生

#### 一號生
劍桃太郎 配音員：堀秀行（日本）；黎偉明（香港）
男塾一號生筆頭，從小自中國總本山的「王虎寺」鍛鍊修行，頭綁著一條頭巾，身背聖劍「漢魂刀」，是個精通任何拳法、還會說一口流利英文的神秘男子。男塾畢業後，考上東京大學，並到哈佛大學遊學，回國後，成為日本第一個「武鬥派」的內閣總理大臣。父親劍情太郎，兒子劍獅子丸。
流派：無限一刀流、王虎寺流
- 氣功鬥法奧義硬布拳砕功
- 氣功鬥法奧義堅砦體功
- 無限一刀流奧義心眼劍
- 無限一刀流奧義心眼劍一之太刀
- 奧義翔穹操彈
- 無限一刀流奧義四肢鐺瓏劍
- 無限一刀流奧義鶴腳閃走術
- 無限一刀流奧義秘承鶴錘劍轔扇刃
- 無限一刀流奧義秘承鶴錘劍轔旋風
- 王虎寺超秘奧義暹氣虎魂
- 奧義空手奪白刃
- 劍無限流奧義千手觀音突刺

富樫源次 配音員：山口健（日本）；陳維舜（香港）
男塾一號生，頭戴一頂破舊的塾帽、腰藏一把短刀，均是大哥富樫源吉留下的遺物，為了替被三號生殺死的大哥報仇而進入男塾。和虎丸龍次是一對哥們。男塾畢業後，留在塾長江田島平八的身邊，擔任秘書。父親富樫源造，哥哥富樫源吉。
流派：打架流
- 奧義真劍白齒咬
- 奧義暇門跳體砲
- 奧義大放屁人間車輪
- 奧義爆挺殺

虎丸龍次 配音員：屋良有作（日本）；招世亮（香港）
男塾一號生，心地善良、力大無比，興趣是相撲，自創猛虎流，身藏三連鎖球棍和打火機。和富樫源次是一對哥們。男塾畢業後，成為「虎丸金融會」的總裁。父親虎丸龍太。
流派：猛虎流
- 猛虎流奧義延髓破暢拳
- 猛虎流奧義二段旋風腳
- 猛虎流奧義大放屁
- 奧義暇門跳體砲
- 奧義大放屁人間車輪
- 猛虎流奧義三連鎖球棍
- 猛虎流奧義大放屁火炎放射

J 配音員：銀河萬丈（日本）；梁耀昌（香港）
男塾一號生，金髮，美國人，身藏手指虎，原為美國海軍士官學校的學生，為了學習日本武士道精神，自願進入男塾。男塾畢業後，成為美國海軍第七艦隊司令。父親K.Battra-jr。
流派：拳擊流
- Mach Punch Ring Of Climb(M‧P‧R‧O‧C)
- Jet Sonic Mach Punch(J‧S‧M‧P)衝猛震破拳
- Triple Blade Jab Special(T‧B‧J‧S)三重刀拳
- Spiral Hurricane Punch(S‧H‧P)旋渦暴風拳
- Flying Crash Megaton Punch(F‧C‧M‧P)飛轟萬噸拳
- Flash Piston Mach Punch(F‧P‧M‧P)閃電音迷拳

伊達臣人 配音員：鈴置洋孝（日本）；蘇強文（香港）
誕生日5月4日，原男塾一號生筆頭，臉頰兩邊被教官刻上「六忘面痕」，因此殺死教官(俗稱二‧一五事件)，而被逐出男塾。曾任關東豪學連總長，後又轉學回到男塾。身背長槍，是自「孤戮鬥」中戰鬥生存下來的男人。男塾畢業後，成為「關東極天漠連合會」會長、「伊達組」的組長。
流派：霸極流
- 霸極流奧義蛇轍槍
- 霸極流奧義蛇轍眩憧槍
- 霸極流奧義體術卍字天牛固定法落花輪
- 霸極流奧義槍轉腳
- 霸極流奧義點鋲鹹
- 霸極流奧義氣張禱
- 霸極流奧義活殺拳
- 霸極流奧義拳止鄭
- 霸極流奧義千峰塵
- 霸極流奧義回峰嵐
- 霸極流奧義無限追顯槍
- 霸極流奧義砂塵風車
- 霸極流奧義宇呂惔瀦
- 霸極流奧義渦龍無轆消
- 霸極流奧義渦龍天樓嵐

月光 配音員：堀之紀（日本）；何國星（香港）
男塾一號生，原為關東豪學連，後轉學至男塾。第152代三面拳，身背長棍，雖然雙眼看不見，卻是三面拳中最強的男人。
註：「月光」之名可能源於第二次世界大戰時日本海軍的丙式戰鬥機（夜間戰鬥機）「月光」（J1N1-S）
流派：辵家流、霸極流
- 霸極流奧義棍法術
- 辵家流奧義精神統一法
- 辵家流奧義霸月大車輪
- 辵家流奧義核砕孔
- 辵家流奧義纏欬針點
- 辵家流奧義雙翼飜
- 辵家流奧義怒粧墨
- 辵家流奧義無明察相翫
- 辵家流奧義纏欬阻振彈
- 辵家流奧義旋曲彈
- 辵家流奧義散寇流星彈
- 辵家流奧義扇蔽幕
- 辵家流奧義曉闇紅漿霧
- 辵家流奧義趨滑襲
- 辵家流奧義奇踪擊

飛燕 配音員：難波圭一（日本）；李錦綸→陳欣（香港）
男塾一號生，原為關東豪學連，後轉學至男塾。第152代三面拳，從小自中國天鳳山的「霜林寺」修業，身藏針灸用之細針。男塾畢業後，在一家聯合醫院成為一名醫生，並擔任「全日本青年醫師協會」的理事長。
註：「飛燕」之名可能源於二次大戰時日本陸軍的三式戰鬥機川崎Ki-61 飛燕（Hien）
流派：鳥人拳
- 鳥人拳奧義鷹爪殺
- 鳥人拳奧義鶴嘴千本
- 鳥人拳奧義鶴嘴千本十字攻擊
- 鳥人拳奧義鶴嘴千本十字打
- 鳥人拳奧義鶴嘴千本斷神節
- 鳥人拳奧義鶴嘴千本連結衝
- 鳥人拳奧義鶴嘴千本三點衝
- 鳥人拳奧義鶴嘴千本無明透殺
- 鳥人拳奧義扭頸轉腳
- 鳥人拳奧義飛鳥憭墜亂
- 鳥人拳奧義極意終焉節雙掌極煌
- 鳥人拳最終奧義鶴嘴紅漿霧

雷電 配音員：飯塚昭三（日本）；林保全（香港）
男塾一號生，原為關東豪學連，後轉學至男塾。第152代三面拳。
註：「雷電」之名可能源自於二次大戰日本海軍的高空截擊機　＂十四試局地戰鬥機改/試製雷電＂
流派：大往生流
- 大往生流奧義鳳鶴拳
- 大往生流奧義鶴足回拳
- 大往生流奧義飛翔鶴足回拳
- 大往生流奧義輪笙蓮華
- 大往生流奧義髭勾針
- 大往生流奧義脹隴筋彈
- 大往生流奧義月鎖刃
- 大往生流奧義槃旒雙體

松尾鯛男 配音員：松田重春（日本）；林保全（香港）
男塾一號生，興趣是聽音樂、唱歌，偶像是Michael Jackson。男塾畢業後，成為經營大飯店的社長。
田沢慎一郎 配音員：平野正人（日本）；李錦綸（香港）
男塾一號生，自稱是「男塾的頭腦」，天才的發明家。男塾畢業後，成為一家電子公司的老闆。
椿山清美 配音員：中多和宏（日本）；郭志權（香港）
男塾一號生，興趣是養小鳥。
極小路秀麻呂 配音員：塚瀨紀子（日本）；馮錦堂（香港）
男塾一號生，前「關東極獸連合」的大少爺，能舉起長十公尺、寬七公尺、總重三百公斤、約五十坪大的「喝魂旗」。男塾畢業後，成為日本電腦株式會社的社長。

#### 二號生
赤石剛次 配音員：森功至（日本）；招世亮→林國雄（香港）
男塾二號生筆頭，身背長三尺的名劍「一文字兼正」。男塾畢業後，成為「民族派系政治結社」的會長。兒子赤石十藏。
流派：一文字流
- 一文字流奧義斬岩劍
- 一文字流奧義烈風劍
- 一文字流奧義微塵劍
- 一文字流奧義血貫閃
- 一文字流奧義血噴漿
- 一文字流最終奧義斬岩念朧劍

江戶川 配音員：松尾銀三（日本）；陳永信（香港）
男塾二號生，在赤石剛次被處分無限期停學期間(二‧二六事件)，曾代理二號生筆頭的位置，絕招是「討回顏面」。

#### 三號生
大豪院邪鬼 配音員：田中秀幸（日本）；蘇強文→張錦江（香港）
男塾三號生筆頭及男塾總代，支配男塾長達十年的時間，收藏巨刀「斬象刀金剛丸」，有男塾帝王的稱號。男塾畢業後，成為日本防衛廳的艦長。父親大豪院鐘鬼，兒子大豪院煌鬼。
流派：大豪院流
- 氣功鬥法奧義堅砦體功
- 氣功鬥法奧義不動金縛
- 氣功鬥法奧義繰線錘
- 大豪院流奧義真空殲風衝
- 大豪院流奧義撞球反射馘
- 大豪院流奧義驚天回旌杭
- 大豪院流奧義風舞殃亂鶴

影慶 配音員：小杉十郎太（日本）；盧國權（香港）
男塾三號生之死天王(持國天、增長天、廣目天、多閒天)，身藏雙斧雙截棍及回力鏢。
流派：愾慄流
- 愾慄流雙斧雙節棍
- 愾慄流飛透翼
- 愾慄流奧義穿兇毒手
- 愾慄流奧義眩蜻蛉
- 愾慄流奧義烈指翔
- 愾慄流奧義穿兇毒手拳幻睨界

羅剎 配音員：稻田徹（PS2）→  吉水孝宏（PS3）
男塾三號生之死天王(持國天、增長天、廣目天、多閒天)。
流派：鞏家流
- 鞏家流奧義妙活渡水法
- 鞏家流奧義兜指愧破
- 鞏家流奧義兜指愧破兩段殺
- 鞏家流奧義兜指愧破雙指殺
- 鞏家流奧義千麾兜指愧破
- 鞏家流奧義兜指關節砕
- 鞏家流奧義鼯樵橤拳
- 鞏家流奧義鼯樵橤拳滑空殺
- 鞏家流奧義鼯樵橤拳繩縛環
- 鞏家流奧義鼯樵橤拳激震經破
- 鞏家流奧義鼯樵橤拳黑闇殺
- 鞏家流奧義兜指愧破土錐龍

卍丸 配音員：千葉繁（日本）；何國星（香港）
男塾三號生之死天王(持國天、增長天、廣目天、多閒天)，髮裡藏一飛斧。
流派：魍魎流
- 魍魎流奧義烈舞硬殺指
- 魍魎流奧義幻暝十身剝
- 魍魎流奧義幻暝分身剝
- 魍魎流奧義龔髮斧
- 魍魎流奧義龔髮斧大旋曲
- 魍魎流奧義龔髮斧襲尟界
- 魍魎流奧義龔髮斧無限還

先克 配音員：村國守平（日本）；張錦江（香港）
男塾三號生之死天王(持國天、增長天、廣目天、多閒天)，身藏鋼線。
流派：戮家流、靡閃流
- 靡閃流奧義薨砕拳
- 戮家流奧義千條鏤紐拳
- 戮家流奧義鏤紐拳縛張殺
- 戮家流奧義鏤紐拳縛張腳
- 戮家流奧義還輾盃
- 戮家流奧義踊跳踵刃
- 戮家流奧義烈繞降死
- 戮家流奧義踵刃旋風腳
- 戮家流奧義千條獗界陣

男爵迪諾 配音員：山田俊司（日本）；何國星（香港）
男塾三號生(鎮守直廊三人衆之一‧紫電房)，身藏魔術道具，興趣是變魔術。
流派：魔術流
- 魔術流奧義棘殺怒流鞭
- 魔術流奧義棘殺怒流鞭葡蛇擊嵐
- 魔術流奧義死穿鳥拳
- 魔術流奧義歐洲魔殺術左利恩給恩的牌術
- 魔術流奧義奇蹟之杖
- 魔術流奧義眩魔切斷術

蝙翔鬼 配音員：戶谷公次（日本）；陳欣（香港）
男塾三號生(鎮守直廊三人衆之一‧垂溶房)，身藏蝙蝠。
流派：南朝寺教體拳
- 南朝寺教體拳奧義天稟掌波
- 南朝寺教體拳奧義謝砕節
- 南朝寺教體拳奧義怒殺風車拳
- 南朝寺教體拳奧義宙空憑拳
- 南朝寺教體拳奧義煌嗾蝙術天空浮遊體
- 南朝寺教體拳奧義煌嗾蝙術遮蔽闇體
- 南朝寺教體拳奧義煌嗾蝙術驟蝙形象體

獨眼鐵 配音員：佐藤正治（日本）；陳永信（香港）
男塾三號生(鎮守直廊三人衆之一‧萬針房)，手持圓盾，是殺死富樫源次大哥的兇手。
流派：仁王流
- 仁王流奧義號賽拳
- 仁王流奧義釽舞大圓盤
- 仁王流奧義飛舞大圓盤
- 仁王流奧義錠枷殺大車輪

#### 新進塾生
東鄉總司
男塾新一號生，興趣是騎重型機車，使用人車一體的功夫。
藤堂豪毅
男塾宿敵藤堂兵衛的養子，原冥凰島十六士的大將。從小就被養父帶到中國總本山「蒼龍寺」修業，但為了快速習得蒼龍寺的超秘奧義暹氣龍魂，不但用偷竊的方式取得秘笈，還用此奧義親手殺死了蒼龍寺的師父。「天挑五輪大武會」結束後，為了幫助男塾拯救被「七牙冥界鬥」綁架的江田島平八，而加入男塾。男塾畢業後，投入新聞界，成為每朝新聞社的藤堂財閥總帥。
流派：蒼龍寺
- 蒼龍寺超秘奧義暹氣龍魂
- 蒼龍寺奧義千烈拳

泊鳳
原梁山泊十六傑三首領之三弟，大首领为梁皇，二首领为山艳，是个身材很矮，身藏油畫顏料及陳年老酒的人，「天挑五輪大武會」結束後，為了幫助男塾拯救被「七牙冥界鬥」綁架的江田島平八，而加入男塾。
流派：梁山泊
- 梁山泊奧義體動察
- 梁山泊奧義掌砥破
- 梁山泊奧義吊連掌砥破
- 梁山泊秘奧義體透覉

蒼傑
原梁山泊十六傑之一，身背弓箭，是個射箭高手。「天挑五輪大武會」結束後，為了幫助男塾拯救被「七牙冥界鬥」綁架的江田島平八，而加入男塾。
流派：梁山泊
- 梁山泊鬥弓術奧義三連貫
- 梁山泊鬥弓術奧義光陰跳背殺
- 梁山泊鬥弓術最終奧義指撥透彈
- 梁山泊鬥弓術奧義連射箭
- 梁山泊鬥弓術奧義驚奔砕

法老王
原埃及「王家之谷」的法老王，「天挑五輪大武會」結束後，為了幫助男塾拯救被「七牙冥界鬥」綁架的江田島平八，而加入男塾。
流派：王家之谷
- 王家之谷奧義永劫的輪迴核惺
- 王家之谷奧義衣修達爾的曉星
- 王家之谷奧義歐儀迪普斯的煩悶

朱鴻元
原「巖娜亞羅總寺院」第五十七大僧正，是巖娜亞羅十六僧的大將。「天挑五輪大武會」結束後，為了幫助男塾拯救被「七牙冥界鬥」綁架的江田島平八，而加入男塾。在「七牙冥界鬥」中是唯一完全沒登場的人物，絲毫沒有任何存在感。
流派：巖娜亞羅寺
- 巖娜亞羅秘奧義潛敞五方陣
- 巖娜亞羅奧義潛敞轉回陣
- 巖娜亞羅奧義雪波隱輯陣
- 巖娜亞羅奧義雪波單輳艇

宗嶺嚴
原「狼髏館」第十五代館主。「天挑五輪大武會」結束後，為了幫助男塾拯救被「七牙冥界鬥」綁架的江田島平八，而加入男塾。
流派：狼髏館
- 狼髏館秘奧義翔穹操彈
- 狼髏館奧義翔穹操彈跳彈三角打法
- 狼髏館奧義翔穹操彈連速射

鄧罦傑
原「寶龍黑蓮珠」大將。「天挑五輪大武會」結束後，為了幫助男塾拯救被「七牙冥界鬥」綁架的江田島平八，而加入男塾。
流派：鐘家蛇疆拳
- 鐘家蛇疆拳奧義殛盎殺
- 鐘家蛇疆拳奧義蛇彊結徊鞭
- 鐘家蛇疆拳奧義蛇彊鞭

哥巴爾斯基
原「冥凰島」十六士之一。能操縱狼群，「天挑五輪大武會」結束後，為了幫助男塾拯救被「七牙冥界鬥」綁架的江田島平八，而加入男塾。
流派：狼蒼拳
- 狼蒼拳奧義三轉狼巴
- 狼蒼拳奧義塔群三柱聳
- 狼蒼拳奧義罠鎖回驤砕
- 狼蒼拳奧義双角藐攻
- 狼蒼拳奧義双角放宙殺

## 用語
男塾
男塾全名為「日本東京都神田私立男塾高等學校」，是間校史有400多年歷史的學校，採全體住宿制。學級分為三級，一號生是奴隸、二號生是鬼、三號生是閻魔，學長學弟制的校風相當濃厚。1945年（昭和20年），太平洋戰爭結束，日軍戰敗投降，當時的海軍少將江田島平八，一心想要復興與發展日本，需要年輕人的力量，於是就決定投身教育界來教育年輕人，接任男塾第十八任塾長，以嚴格的斯巴達軍事教育來收容日本教育體制所無法收容的問題學生，一旦塾生違反塾規，就必須接受「男塾名產」的處罰。
男塾三訓：
- 塾生必須盡忠節
- 塾生必須要武勇
- 塾生必須要質樸

民明書房
民明書房是一家作者虛構的出版社，許多該社的書籍被《魁！！男塾》作為解說招式奧義的源流、修業的方式之來源根據。由於民明書房引經據典把事情講得煞有其事，讓許多讀者紛紛信以為真，甚至有人打電話去集英社詢問要如何購買到他們的書籍，讓作者宮下亞喜羅也十分訝異。民明書房出名之後，後來有許多漫畫也引用作為搞笑橋段。凡是內容荒誕不羈，或莫名其妙的資料，皆指名其根據乃是來自於民明書房。
該虛構出版社位於東京神田神保町一條不起眼的小巷子裡，社長是大河內民明丸先生，據說他年輕曾到中國各地考察，把中國拳法五千年所有武功奧義全紀錄下來，集結成書，流傳後世。

## 衍生作品
《魁！！男塾》結束之後，在宮下的衍生作品續集中，塾生們成為影響各界有為的人物，有日本內閣總理大臣、美國第七艦隊司令、日本黑社會頭目等。

### 人物外傳
- 《天下無雙─江田島平八傳》是江田島平八青年時期的故事，有許多相關人物是《魁！！男塾》中塾生的父親，是《魁！！男塾》的前傳。由於作品涉及中國敏感話題，所以此作香港版和台灣版出版四期後便沒再出版，全十期。
- 《拳食同源 特級廚房師 王大人》是以男塾代理塾長王大人青年時期為題材的作品。
- 《男塾外傳 赤石剛次》是以二級生首領--赤石剛次為時空背景的題材，由宮下亞喜羅擔任劇本原案及竹添裕史作畫。
- 《男塾外傳 伊達臣人》是以前一級生首領--伊達臣人因二一五事件被男塾退學後為時空背景的題材，亦交代與三面拳(月光、飛燕、雷電)相遇相交的起源，由宮下亞喜羅擔任劇本原案及尾松知和作畫。
- 《男塾外傳 大豪院邪鬼》是以三級生首領--大豪院邪鬼入塾前為時空背景的題材，由宮下亞喜羅擔任劇本原案及柳田東一郎作畫。
- 《男塾外伝 死天王》原作：宮下あきら 作画：柳田東一郎

### 續集
- 《曉！！男塾》是以《魁！！男塾》塾生們的兒子做為故事發展，延續了《魁！！男塾》中格鬥與惡搞的風格，為《魁！！男塾》的續集，全二十五期。
- 《極！！男塾》是男塾系列三部曲，自2014年於《週刊漫画ゴラク》連載。
- 《真！！男塾》是男塾系列四部曲，自2016年於《週刊漫画ゴラク》連載。
- 《僕！！男塾》

### 同一世界觀的漫畫
- 《男塾外伝 紅！！女塾》描述男塾開始招收女學生之後的故事，本作登場的女角是原作角色們的孫女，而且江田島平八健在並擔任男塾兼女塾塾長，由宮下亞喜羅擔任劇本原案，但漫畫則由新人漫畫家齊藤路作畫。單行本全5集。
- 《私立極道高校2011》是日本一所培育「極道俠士」的養成機關學校，劇情中《魁！！男塾》畢業的塾生，為了紀念江田島平八逝世，不但將男塾原校址地拆除改建成為「江田島紀念格鬥技館」，亦在此館舉辦「天下無双忌」，藉此以俠義之士的靈魂來供奉江田島平八。
- 《瑪羅門之家族》描述以三千年的古印度密法對罪人進行制裁之家族，其人物出現在《曉！！男塾》中漫畫世界觀。
- 《比天還高》是敘述由魔界下凡的兩名魔王，要幫大魔王父親找到理想的妻子所發生的故事，劇情著重在色情、搞笑方面，呈現與《魁！！男塾》全然不同的風格。劇情中亦交代了許多自《魁！！男塾》畢業的塾生後續的發展。

### 其他
- 《民明書房大全》收錄宮下亞喜羅新畫實錄漫畫「大河內民明丸評傳」，並完全網羅從「魁！！男塾」到「曉！！男塾」中傳說的121本書，ISBN 9784088594699
- 《男の名断言塾》ISBN 9784821144280
- 《魁!!男塾 20》集英社（集英社文庫）、2000年11月17日、ISBN 4-08-617540-1 。
- 《魁!!男塾奥義の書 魁!!男塾である!!!》集英社、2000年3月22日、ISBN 4-8342-1686-1。

## 電玩遊戲
| 譯名                                                   | 作品原名                                                             | 發行日期 | 對應機種                   |
| ------------------------------------------------------ | -------------------------------------------------------------------- | -------- | -------------------------- |
| 魁!!男塾疾風一號生                                     |                                                                      |          | Family Computer(FC)        |
| 魁!!男塾 冥凰島決戦                                    |                                                                      |          | GameBoy(GB)                |
|                                                        | SIMPLEキャラクター2000シリーズ Vol.10 魁!!男塾 THE 怒馳暴流          |          | PlayStation(PS)            |
| 魁!!男塾                                               |                                                                      |          | PlayStation 2(PS2)         |
| 魁!!男塾～日本阿～這才是男子漢                         | 魁!!男塾～日本よ、これが男である！～ 官方網站 （页面存档备份，存于） |          | PlayStation 3(PS3)         |
| JUMP全明星大乱斗V+                                     |                                                                      |          | PlayStation 3(PS3)/PS Vita |
| 「週刊少年JUMP」創刊50 周年紀念遊戲《JUMPTI 英雄氣泡》 |                                                                      |          | iOS                        |

## 智能手機應用程式
- 《魁！！男塾 x 天氣預報》
- 《魁！！男塾 》攝影APP

## 电视动画
| 香港 翡翠台 星期日 00:05－01:00                            | 香港 翡翠台 星期日 00:05－01:00           | 香港 翡翠台 星期日 00:05－01:00              |
| ---------------------------------------------------------- | ----------------------------------------- | -------------------------------------------- |
|                                                            | 搏擊之男 （1995年1月8日－5月14日）        |                                              |
| —驚心都市（00:15－02:00） （1994年10月30日－1995年1月1日） | 潮與虎 （1995年5月28日－6月25日）         |                                              |
| 香港 翡翠台 星期日 03:30－04:30                            |                                           |                                              |
| 創龍傳 重播 （1996年3月17日－6月9日）                      | 搏擊之男 重播 （1996年6月16日－11月10日） | 疾風鐵拳霸 （1996年11月17日－1997年4月27日） |

## 劇場版動畫
- 魁!! 男塾 : 終極格鬥大賽

## 真人電影
- 魁！！男塾（2008年上映的日本电影） 官方網站

## 外部連結
- 魁!!男塾 （页面存档备份，存于）（東映アニメーション公式サイト）（日語）
- 男塾 （页面存档备份，存于）（集英社公式ホームページ）（日語）
- 民明書房圖書館（页面存档备份，存于）（日語）